# Microsoft Office 2016
Microsoft Office 2016, codenaam Office 16, is een versie van Microsoft Office en de opvolger van zowel Microsoft Office 2013 als Microsoft Office 2011 voor Mac. Microsoft Office 2016 werkt op Windows 7 (SP1) en latere besturingssystemen. Voor Mac werkt het op OS X 10.10 en later. Office is beschikbaar in een 32 bits- en 64 bitsversie.

## Nieuw in Office 2016
- Bestanden kunnen direct in de cloud gemaakt, geopend, bewerkt en bewaard worden.
- Het standaardthema is veranderd. Excel heeft een groen venster, PowerPoint een oranje, OneNote een paars, Outlook een lichtblauw en Word een donkerder blauw venster.
- Het is niet meer mogelijk tegelijk een oudere versie van Office te gebruiken. Bij het installeren worden oudere versies opgespoord en verwijderd.